# Alfred Roller
Alfred Roller (né le 2 octobre 1864 à Brünn et mort à Vienne le 21 juin 1935) est un peintre, designer et scénographe autrichien, membre du mouvement de la Sécession viennoise.

## Biographie
Alfred Roller est né le 2 octobre 1864 à Brünn en margraviat de Moravie (Autriche-Hongrie). Il est le fils aîné du peintre et dessinateur Joseph Roller (1833–1893) et de Charlotte Lauer (1840–1904). Son père dirige la Kaiserlich-Königlich Deutschen Staatsrealschule de Brno, c'est-à-dire l'école d'art de la ville, homologuée par l'État.
Il entre en 1884 à l'académie des beaux-arts de Vienne, dont il sort diplômé en 1893, l'année où son père meurt, il devient alors le chargé de sa famille, et de sa nombreuse fratrie. Durant ses études, il devient membre de l'Atheneia, une association d'artistes allemands. Ses professeurs à Vienne sont Christian Griepenkerl et Eduard Peithner von Lichtenfels, dont il ne garde pas un bon souvenir, tant ils se montrent conservateurs.
En 1897, il cofonde avec Koloman Moser, Joseph Maria Olbrich, Josef Hoffmann, et Gustav Klimt, la Sécession viennoise, dont il devient le président en 1902, avant de s'en éloigner en 1905. Il exécute les premières esquisses pour le projet du palais de la Sécession, finalisé par Olbrich.
Entre-temps, il devient enseignant à l'école des arts appliqués de Vienne (Kunstgewerbeschule Wien, l'actuelle Die Angewandte) à partir de 1899. Il commence à produire de nombreux travaux d'illustration (affiches, lithographies, vignettes, etc.) au caractère très novateur. Il collabore à la revue Ver sacrum, manifeste graphique de la Sécession viennoise, dont il exécute entre autres la couverture. Pour les expositions de la Sécession, il est l'auteur des affiches de la 4e, 14e et 16e saison. Il est également le scénographe des expositions idoines.
En 1902, il rencontre par le biais de Carl Moll, le compositeur Gustav Mahler, à qui il exprime son désir de s'investir plus encore dans la scénographie d'opéras, lui montrant de nombreuses esquisses exécutées pour le Tristan und Isolde de Richard Wagner. Impressionné, Mahler décide de l'embaucher dans le cadre d'une nouvelle production de cet opéra. La première est créée en février 1903 et fut un succès. Roller et Mahler travaillèrent ensuite ensemble sur d'autres productions.
En 1905, Roller est embauché par le Wiener Staatsoper en tant que scénographe en chef, remplaçant Heinrich Lefler (en), mais démissionne à la fin de la saison 1908-1909.
En 1907, la Wiener Werkstätte lance le Theater und Kabarett Fledermaus, un lieu propre à l'expression d'un « nouveau théâtre » (Neue Theater), où sont convoqués musique, chant, littérature et danse ; Roller conçoit pour l'association de nombreux costumes.
Il retourne enseigner à l'école des arts appliqués de Vienne, en devient le directeur en 1909, poste qu'il occupe jusqu'en 1934.
Durant cette période, il travaille sur des opéras de Richard Strauss, mettant notamment en scène Die Frau ohne Schatten (opéra créé à Vienne en 1919), puis plus tard, pour Max Reinhardt, avec lequel il fut très lié. Il crée avec eux la scénographie de Jedermann de  Hugo von Hofmannsthal en 1911 au Burgtheater (Vienne). Après 1918, il travaille pour Strauss et Franz Schalk.
En 1920, il cofonde avec Strauss, Schalk et Reinhardt le Festival de Salzbourg (Salzburger Festspiele).
Il est décorateur sur le film Le Chevalier à la rose (1925) de Robert Wiene et enseigne au Séminaire Max Reinhardt.

### Vie privée
Le 21 juin 1906, il épouse son étudiante Mileva Antonia Stoisavljevic (1886–1949) dont il a deux fils, Dietrich (1909–2001) qui est médecin, et Ulrich, scénographe d'opéra (Bühnenbildner) comme son père (1911–1941).
L'historien du Troisième Reich, Werner Maser, affirme qu'il croisa le jeune Adolf Hitler, alors étudiant en art, au printemps 1908. Roller recommanda le jeune-homme à un certain Panholzer, un illustrateur, mais il ne suivit pas son conseil. L'historienne autrichienne Brigitte Hamann, dans son étude sur la jeunesse artistique d'Hitler (1996), révèle qu'une fois nommé chancelier, celui-ci tenta de rencontrer Roller pour lui confier en 1934 la scénographie du Parzifal à Bayreuth.
Roller meurt à Vienne le 21 juin 1935.

## Galerie

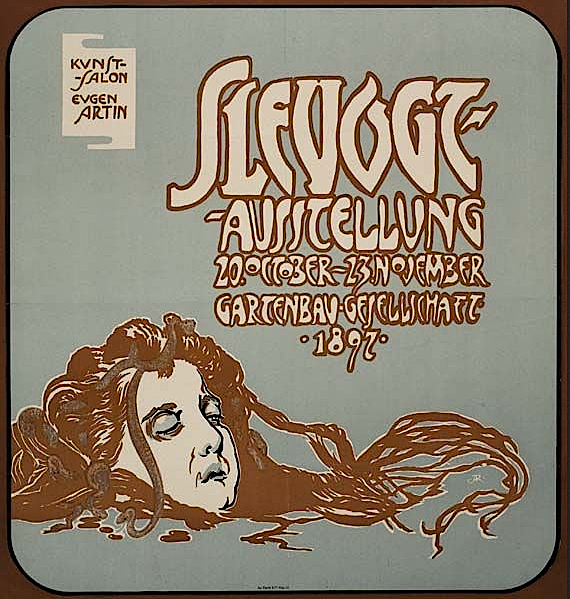
Affiche (1897) pour une exposition de Max Slevogt à Vienne
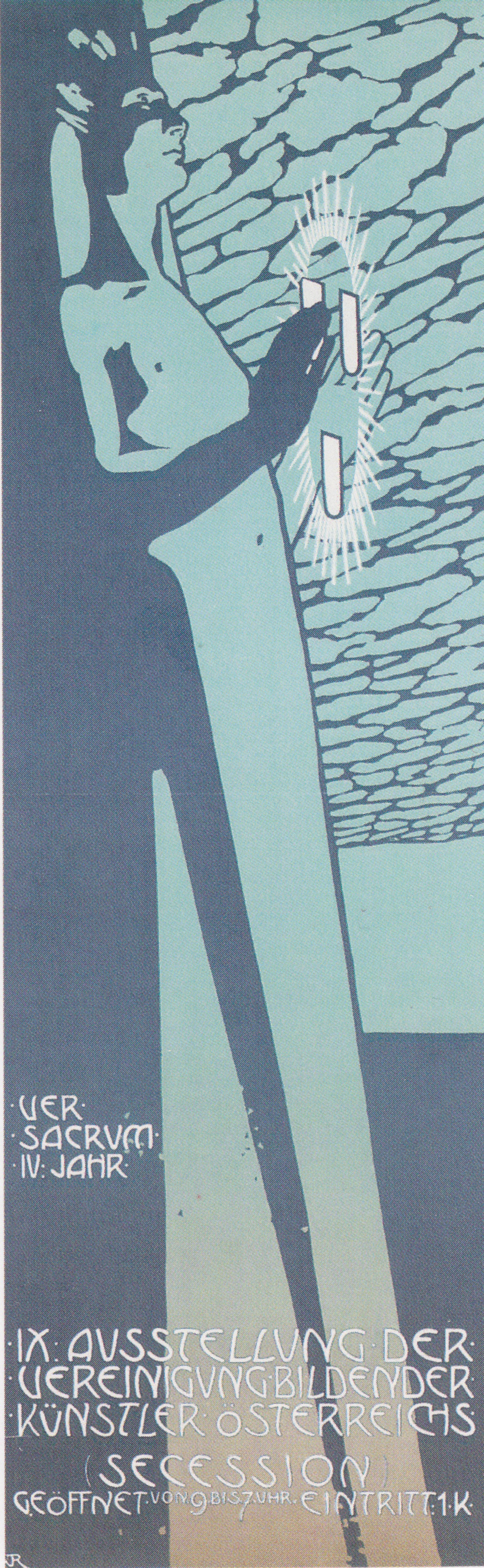
Affiche (1901) pour la 9e exposition de la Sécession viennoise
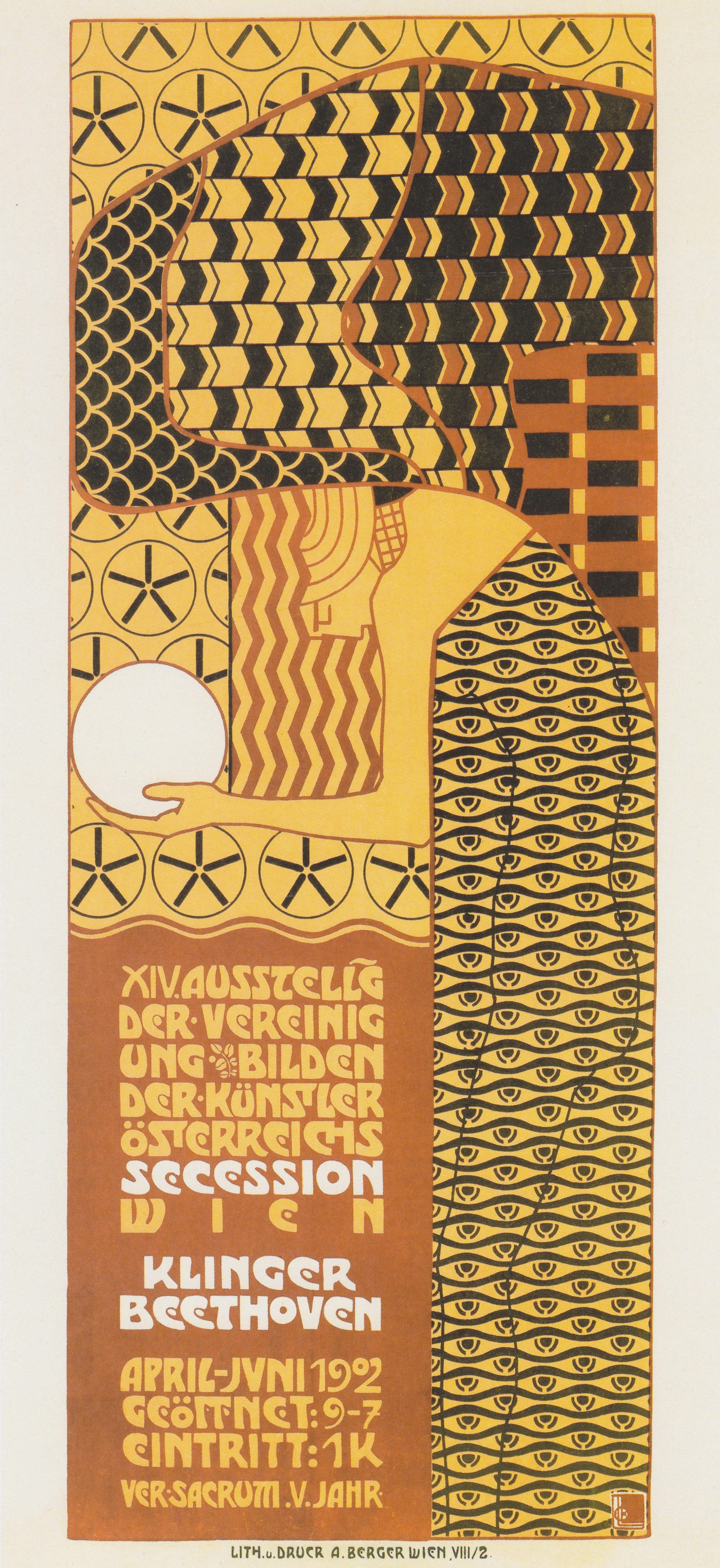
Affiche (1902) pour la 14e exposition de la Sécession viennoise
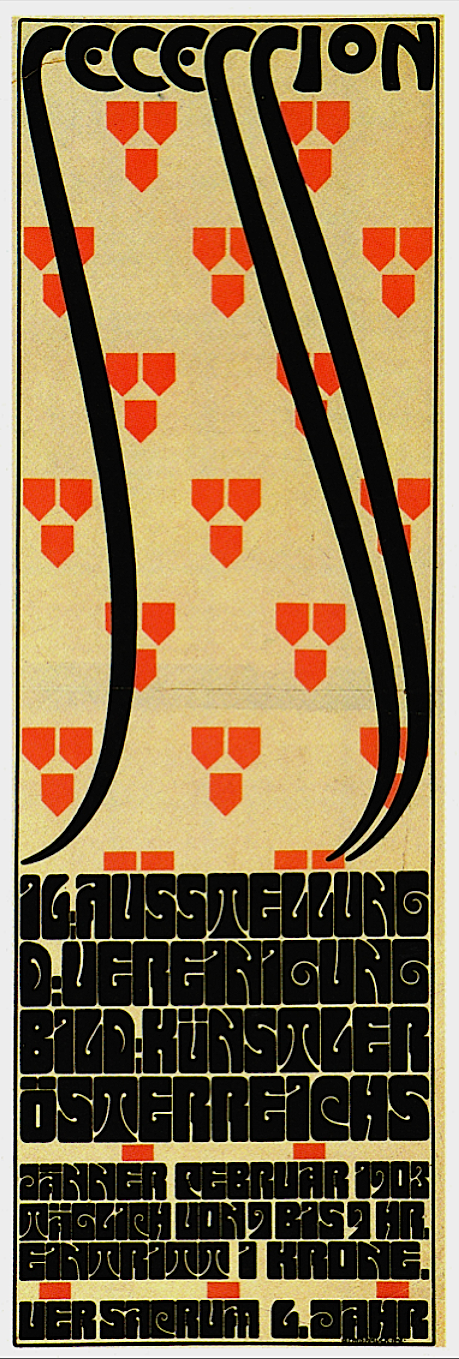
Affiche (1903) pour la 16e exposition de la Sécession viennoise
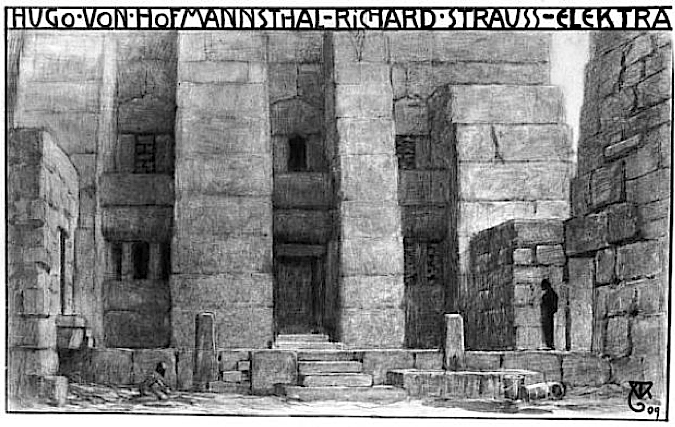
Esquisse pour les décors d'Elektra (1909)
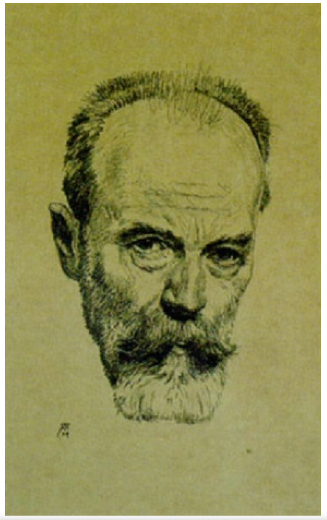
Autoportrait lithographié (1921).